# Verdecktes Eigenkapital
Als verdecktes Eigenkapital wird im Steuerrecht der Anteil am Fremdkapital bezeichnet, dem wirtschaftlich die Bedeutung von Eigenkapital zukommt. Es kann sich dabei beispielsweise um Kapital handeln, das dem Unternehmen von nahestehenden Personen in großer Summe zur Verfügung gestellt wird, meist auch ohne Sicherung. Das Eigenkapital dient in diesem Fall, wie auch bei anderem Fremdkapital, als Risikopuffer. Gegebenenfalls kann es sich aus handelsrechtlicher Sicht um eigenkapitalersetzende Darlehen handeln.
Die häufigste Form der Bereitstellung von verdecktem Eigenkapital erfolgt durch Dritte in Form einer Stillen Beteiligung. Bei dieser Beteiligungsform wird noch einmal unterschieden zwischen der typischen und der atypischen Beteiligung. Weitere, relativ seltene Formen der Beteiligung sind Venture Capital, wobei eine Beteiligung über Venture Capital sowohl aktives als auch verdecktes Eigenkapital sein kann.
Verdecktes Eigenkapital nimmt ein Unternehmen in der Regel dann in Anspruch, wenn es aufgrund einer geringen Eigenkapitalquote bei anderen Institutionen kein Fremdkapital aufnehmen kann.